# Найак (аэропорт)
Аэропорт Найак (англ. Nyac Airport), (ИАТА: ZNC, FAA LID: ZNC) — частный гражданский аэропорт, расположенный в трёх километрах к юго-западу от района Найак (Аляска), США.
Аэропорт находится в горах Килбак-Маунтин в юго-западной части штата Аляска на расстоянии 110 километров к востоку от города Бетел. Авиационное сообщение открыто только в течение летних месяцев для чартерных рейсов из городов Бетел и Аниак.

## Операционная деятельность
Аэропорт Найак расположен на высоте 140 метров над уровнем моря и эксплуатирует одну взлётно-посадочную полосу:
- 5/23 размерами 1113 х 30 метров с гравийным покрытием.